# Michel Mella
Pour les articles homonymes, voir Mella.
Michel Mella est un acteur, adaptateur, directeur artistique, parolier et chanteur français né le 11 octobre 1950 .

## Biographie
Très actif dans le doublage, il est notamment la voix de Porky Pig et Speedy Gonzales des Looney Tunes depuis 1997, celle de Wakko Warner dans Animaniacs, devient la voix (plus chant) de Coco Lapin dans plusieurs de ses apparitions lorsque Roger Carel a pris sa retraite. Il double également Banzaï dans Le Roi lion, Billy dans Billy et Mandy, aventuriers de l'au-delà et il succède à Henri Courseaux dans le rôle de Carlo Tentacule à partir de la saison 6 de Bob l'éponge. Michel Mella est aussi la voix française du Chapelier Fou dans les jeux vidéo Arkham. Il prête également sa voix de manière régulière à Henry Winkler.
Il est le fils de Fred Mella, membre des Compagnons de la chanson et de la comédienne canadienne Suzanne Avon.

## Théâtre
- Jesus Christ Superstar : Simon Zaelote
- Godspell : les deux rôles comiques
- Starmania : Palais des congrès
- SOS Tendresse, théâtre Daunou : souteneur corse et pied-noir)
- Barnum, Cirque d'hiver : doublure de Tom Pouce
- Pal Joey, Opéra de Wallonie (création européenne) : Joey
- Et nos amours, Théâtre 14
- Les Surgelés, Point-Virgule : Jardinière de Légumes
- La Mégère apprivoisée, Jardin Shakespeare : Tranio
- 2009 : Sallam Chalom de Serge Misaraï, Aire Falguière, : Sylvain Chalom
- 2009 : L'Homme en morceaux de Elie-Georges Berreby, Aire Falguière
- 2013 : Mella-Pression! de Michel Mella, L'Auguste Théâtre
- 2015 : Dirty Dancing d'Eleanor Bergstein, Palais des sports

## Filmographie

### Cinéma
- Les Aventures de Rabbi Jacob
- Les 'S' Pions d'Irvin Kirshner
- La Fiancée qui venait du froid de Charles Némes

### Télévision
- 1972 : Les Gens de Mogador de Robert Mazoyer
- 1973 : Les Ecrivains, téléfilm de Robert Guez : Michel Marin
- 1984 : La Pendule d'Éric Le Hung
- Télé-Follies : nombreux rôles, dont Fred Mella
- Tous en Boîte de Charles Némes
- Catherine de Marion Sarrault
- 2001 : La Crim' de Miguel Courtois : Berlutti

## Doublage
Les dates inscrites en italique correspondent aux sorties initiales des films dont Michel Mella a assuré le redoublage.

### Cinéma

#### Films
- Jon Lovitz dans (8 films) :
  - L'Or de Curly (1994) : Glen Robbins
  - Prof et Rebelle (1996) : Richard Clark
  - Escrocs mais pas trop (2000) : Benny
  - Le Courtier du cœur (2001) : Barry Sherman
  - Et l'homme créa la femme (2002) : Dave Markowitz
  - La Revanche des losers (2006) : Mel
  - The Ridiculous 6 (2015) : Ezekiel Grant
  - Sandy Wexler (2017) : lui-même
- Joe Pesci dans (6 films) :
  - Il était une fois en Amérique (1984[n 1]) : Frankie Minolti
  - Le Proprio (1991) : Louie Kritski
  - Mon cousin Vinny (1992) : Vinny
  - Jimmy Hollywood (1994) : Jimmy Alto
  - Casino (1995) : Nicholas Santoro
  - Pêche Party (1997) : Joe Waters
- John Turturro dans (6 films) :
  - Police fédérale, Los Angeles (1985) : Carl Cody
  - Mo' Better Blues (1990) : Moe Flatbush
  - Jungle Fever (1991) : Paulie Carbone
  - Les Liens du souvenir (1995) : Sid Lidz
  - He Got Game (1998) : le coach Billy Sunday
  - L'Attaque du métro 123 (2009) : Camonetti
- Paul Giamatti dans (6 films) :
  - Parties intimes (1997) : Kenny Rushton
  - The Truman Show (1998) : Simeon
  - Docteur Dolittle (1998) : Blaine
  - Big Mamma (2000) : John
  - Méchant Menteur (2002) : Marty Wolf
  - Sideways (2004) : Miles
- Henry Winkler dans (6 films) :
  - Click : Télécommandez votre vie (2006) : Ted Newman
  - Rien que pour vos cheveux (2008) : lui-même
  - Sex Addicts (en) (2010) : Burton
  - Prof poids lourd (2012) : Marty
  - The French Dispatch (2021) : l'oncle Joe
  - Black Adam (2022) : l'oncle Al, le premier Atom Smasher (caméo)
- Bruno Kirby dans :
  - Quand Harry rencontre Sally (1989) : Jess
  - Premiers Pas dans la mafia (1990) : Victor Ray
  - Basketball Diaries (1995) : Swifty
- Saul Rubinek dans :
  - Le Bûcher des vanités (1990) : Jed Kramer
  - Nixon (1995) : Herb Klein
  - Un catcheur au grand cœur (2010) : Rabbi
- Michael Rispoli dans :
  - Angie (1994) : Jerry
  - L'Amour à tout prix (1995) : Joe Fusco, Jr.
  - No Pain No Gain (2013) : Frank Griga[1]
- Daniel Stern dans :
  - Maman, j'ai raté l'avion ! (1990) : Marvin
  - Maman, j'ai encore raté l'avion ! (1992) : Marvin
- Peter Riegert dans :
  - Business oblige (1990) : Robert Benham
  - Comment tuer le chien de son voisin (2000) : Larry
- Johnny Williams dans :
  - Lune de miel à Las Vegas (1993) : Johnny Sandwich
  - The Mask (1994) : Burt Ripley
- Kevin Pollak dans :
  - Les Grincheux (1993) : Jacob
  - Les Grincheux 2 (1995) : Jacob
- Curtis Armstrong dans :
  - Les Aventures de Huckleberry Finn (1993) : Country Jake
  - Le Souffre-douleur (1996) : Clark
- Bob Bergen dans :
  - Space Jam (1996) : Porky Pig (voix)
  - Les Looney Tunes passent à l'action (2003) : Porky Pig (voix)
- Martin Scorsese dans :
  - À tombeau ouvert (1999) : le Dispatcher (voix)
  - Killers of the Flower Moon (2023) : le producteur de l'émission True Crimes (caméo)
- Yorick van Wageningen dans :
  - Millénium : Les Hommes qui n'aimaient pas les femmes (2011) : Nils Bjurman
  - Escape Game (2019) : le Maître du jeu
- 1977[n 2] : Peter et Elliott le dragon : Grover Grogan (Gary Morgan)
- 1981 : Les Bleus : Dewey Oxburger (John Candy)
- 1985 : Vendredi 13, chapitre V : Une nouvelle terreur : Demon (Miguel A. Núñez, Jr.)
- 1986 : Le Sixième Sens : Freddy Lounds (Stephen Lang)
- 1986 : Rose bonbon : Steff (James Spader)
- 1986 : Le Contrat : Marcellino (Mordeccai Lawner)
- 1986 : Soul Man : Mark Watson (C. Thomas Howell)
- 1987 : Balance maman hors du train : Larry Donner (Billy Crystal)
- 1988 : La Main droite du diable : Buster (Stephen E. Miller)
- 1988 : Les Accusés : Clifford "Scorpion" Albrect
- 1988 : Presidio : Base militaire, San Francisco : Zeke (Marvin J. McIntyre)
- 1989 : Do the Right Thing : Vito (Richard Edson)
- 1989 : Vendredi 13, l'ultime retour : Julius Gaw (Vincent Craig Dupree)
- 1989 : Week-end chez Bernie : Richard Parker (Jonathan Silverman)
- 1989 : Kinjite, sujets tabous : Duke (Juan Fernández de Alarcón)
- 1989 : Dernière Sortie pour Brooklyn : Vinnie (Peter Dobson)
- 1989 : Touche pas à ma fille : Doug Simpson (Tony Danza)
- 1989 : Turner et Hooch : Kevin Williams (Clyde Kusatsu)
- 1989 : Cinema Paradiso : Ouvreur (Leo Gullotta)
- 1989 : UHF : Stanley Spadowski (Michael Richards)
- 1990 : Bons Baisers d'Hollywood : l'assistant réalisateur (Steven Brill)
- 1990 : Young Guns 2 : Charles Phalen (Bradley Whitford)
- 1990 : Ils vont tous bien ! : Fils (Matteo Lo Piparo)
- 1990 : Les Aventures de Ford Fairlane : Johnny Crunch (Gilbert Gottfried)
- 1991 : Les Anges de la nuit : Jackie Flannerie (Gary Oldman)
- 1991 : Justice sauvage : Vinnie Madano (Anthony DeSando)
- 1991 : Edward aux mains d'argent : Guy le réparateur du lave vaisselle (Steven Brill)
- 1991 : Chucky 3 : voix additionnelle
- 1992 : Basic Instinct : John Corelli (Wayne Knight)
- 1992 : Monsieur le député : Ira Schecter (John Doolittle)
- 1992 : Chaplin : Roland Totheroh (David Duchovny)
- 1992 : Bob Roberts : John Alijah Raplin (Giancarlo Esposito)
- 1992 : Boomerang : Tyler (Martin Lawrence)
- 1992 : Wayne's World : Russell Finley (Kurt Fuller)
- 1993 : Mad Dog and Glory : M.C./Comic (Richard Belzer)
- 1994 : The Mask : Charlie Shumaker (Richard Jeni)
- 1994 : Wayne's World 2 : lui-même (Rip Taylor)
- 1994 : Airheads : Ian (Joe Mantegna)
- 1995 : Bye Bye Love : Donny (Paul Reiser)
- 1995 : Strange Days : voix de l'animateur radio (Chris Douridas[2])
- 1995 : Apollo 13 : EECOM John (Loren Dean)
- 1995 : Showgirls : Phil Newkirk (Greg Travis (en))
- 1996 : Disjoncté : Rick (Jack Black)
- 1996 : Le Club des ex : Duarto Feliz (Bronson Pinchot)
- 1996 : Tout le monde dit I love you : Charles Ferry (Tim Roth)
- 1996 : City Hall : Abe Goodman (David Paymer)
- 1996 : L'Île au trésor des Muppets : En-tient-une-couche [Qui ?]
- 1996 : Mesure d'urgence : l'inspecteur Stone (Peter Appel)
- 1996 : Le Droit de tuer ? : voix additionnelle
- 1996 : Space Jam : Monstar Nawt rose (Thomas Kent Carter) (voix)
- 1997 : Suicide Kings : Heckle (Frank Medrano)
- 1997 : Haute Trahison : Grasso (Nicholas Turturro)
- 1998 : Meet the Deedles : Elton Deedle (Eric Braeden)
- 1998 : Mary à tout prix : Sully (Jeffrey Tambor)
- 1998 : Le Prince de Sicile : Anthony Cortino (Jay Mohr)
- 1999 : Un vent de folie : Joe (Richard Schiff)
- 1999 : Dick : Les Coulisses de la présidence : Carl Bernstein (Bruce McCulloch)
- 2000 : Presque célèbre : Dick Roswell (Noah Taylor)
- 2001 : Snow, Sex and Sun : Ted Muntz (Willie Garson)
- 2001 : Session 9 : Bill Griggs (Paul Guilfoyle)
- 2001 : L'Intrus : Frank Morrison (John Travolta)
- 2001 : The Bank (en) : Simon O'Reilly (Anthony LaPaglia)
- 2001 : L'Amour extra-large : Mauricio Wilson (Jason Alexander)
- 2001 : L'amour n'est qu'un jeu : Tony (Anthony Anderson)
- 2002 : Le Club des empereurs : James Ellerby (Rob Morrow)
- 2003 : Les Looney Tunes passent à l'action :Speedy Gonzales (Eric Goldberg) (voix)
- 2003 : Intolérable Cruauté : le Père Scott (Colin Linden)
- 2004 : Une journée à New York : Bennie Bang (Andy Richter)
- 2004 : Capitaine Sky et le Monde de demain : Kaji (Omid Djalili)
- 2004 : Mon beau-père, mes parents et moi : Gunther (Vahe Bejan)
- 2004 : Les Désastreuses Aventures des orphelins Baudelaire : l'oncle Monty (Billy Connolly)
- 2004 : Les Notes parfaites : Kurt Dooling (Serge Houde)
- 2004 : De-lovely : Louis B. Mayer (Peter Polycarpou)
- 2004 : Ray : un reporter (Marc Lynn)
- 2005 : La Fièvre du roller : le vendeur de voitures (Tim Kazurinsky)
- 2005 : 40 ans, toujours puceau : Mooj (Gerry Bednob)
- 2006 : Déjà vu : Kevin Donnelly (Mark Phinney)
- 2006 : Ma finale 66 : Manny Rubens (Eddie Marsan)
- 2007 : Les Quatre Fantastiques et le Surfer d'argent : le pasteur (Brian Posehn)
- 2008 : Spartatouille : Xerxès (Ken Davitian)
- 2008 : Max Payne : Trevor (Andrew Friedman)
- 2008 : Swing Vote : La Voix du cœur : Art Crumb (Nathan Lane)
- 2008 : Le Fantôme de mon ex-fiancée : le perroquet [Qui ?] (voix)
- 2009 : Mission-G : le directeur du FBI (Chris Ellis)
- 2010 : Troupe d'élite 2 : Fortunato (André Mattos)
- 2010 : The Social Network : l'avocat de Facebook (Peter Holden)
- 2013 : The Iceman : Dino Lapron (Danny A. Abeckaser)
- 2013 : Machete Kills : Osiris Amanpour (Tom Savini)
- 2014 : Dumb and Dumber De : Tom (Tommy Snider)
- 2016 : Joyeuse fête des mères : Shorty (Gary Friedkin)
- 2016 : SOS Fantômes : Dean (Steve Haggins)
- 2017 : Sandy Wexler : voix additionnelles
- 2017 : Baby Driver : le « charcutier » (Paul Williams)
- 2018 : Jean-Christophe et Winnie : Coco Lapin (Peter Capaldi) (voix)
- 2018 : Dogman : Franco (Adamo Dionisi)
- 2020 : Le Voyage du Docteur Dolittle : Don Carpenterino (David Sheinkopf) (voix)
- 2021 : Space Jam : Nouvelle Ère : Porky Pig (Eric Bauza) / Speedy Gonzales (Gabriel Iglesias) (voix)
- 2021 : Jagame Thandhiram (en) : Vicky (Sharath Ravi)
- 2023 : The Mother : Jons (Paul Raci)
- 2023 : Air : Bill (Billy Smith)
- 2023 : Maestro : Dr Kruger ( ? )
- 2023 : Godzilla Minus One : Kenji Noda (Hidetaka Yoshioka)

#### Films d'animation
- 1937[n 3] : Blanche-Neige et les Sept Nains : Timide[n 4]
- 1953[n 5] : Peter Pan : Le Frisé, le garçon perdu en ours
- 1955[n 6] : La Belle et le Clochard : Pedro[n 7]
- 1977[n 8] : Bugs Bunny : Joyeuses Pâques (en) : Porky Pig[n 9]
- 1977[n 10] : Les Aventures de Winnie l'ourson : Coco Lapin[n 11]
- 1979[n 12] : Bugs Bunny, Bip Bip : Le Film-poursuite : Porky Pig[n 9]
- 1980[n 12] : Daffy Duck : L'Œuf-orie de Pâques : Speedy Gonzales et une souris[n 9]
- 1981[n 12] : Le Monde fou, fou, fou de Bugs Bunny : Porky Pig, Clarence, Speedy Gonzales, Sir Osis, le cochon pianiste[n 9]
- 1986 : Basil, détective privé : Dr Watson et le troisième sbire de Ratigan
- 1991 : Le Prince et le Pauvre : le chef des fouines
- 1992 : Tom et Jerry, le film : Franky la petite puce
- 1994 : Le Roi lion : Banzaï[n 13]
- 1996 : Le Bossu de Notre-Dame : La Rocaille[n 14]
- 1997 : James et la Pêche géante : le mille-pattes
- 1998 : Scooby-Doo sur l'île aux zombies : un policier
- 1999 : 1 001 Pattes : le moustique buvant une sangria et la sauterelle à la recherche des fourmis
- 1999 : Animaniacs, le film : Wakko et l'Étoile Magique : Wakko[n 15]
- 1999 : Elmo au pays des grincheux : Grover
- 1999 : Excalibur, l'épée magique : Brise-Bec
- 2001 : Buzz l'Éclair, le film : Le Début des aventures : Empereur Zurg[n 16]
- 2002 : Le Bossu de Notre-Dame 2 : Le Secret de Quasimodo : La Rocaille[n 14]
- 2002 : L'Âge de glace : Zeke[n 17]
- 2002 : La Barbe du roi : Pendard
- 2002 : Mickey, la magie de Noël : Mushu et un cochon
- 2003 : Les Énigmes de l'Atlantide : Gaëtan la Taupe[n 18]
- 2003 : Les Aventures de Porcinet : Coco Lapin (voix chantée)
- 2004 : La ferme se rebelle : les frères Trouillards
- 2004 : Le Roi lion 3 : Hakuna Matata : Banzaï[n 13]
- 2004 : Shrek 2 : Jérôme, le réceptionniste
- 2005 : Tom et Jerry : Destination Mars : le deuxième martien et le journaliste
- 2006 : La Véritable Histoire du Petit Chaperon rouge : Japeth le bouc
- 2007 : Bienvenue chez les Robinson : voix additionnelles
- 2008 : Spike : Paco et Vito
- 2009 : Le Monde merveilleux d'Impy : voix additionnelles
- 2010 : Alpha et Oméga : Marcel
- 2010 : Tom et Jerry : Élémentaire, mon cher Jerry : un policier
- 2011 : Rio : Rafael le toucan[n 19]
- 2011 : Winnie l'ourson : Coco Lapin[n 11]
- 2011 : Les As de la jungle : Opération banquise : Fred
- 2013 : Hôtel Transylvanie : Quasimodo, le chef cuisinier
- 2013 : Madagascar à la folie : Alex (court métrage)
- 2014 : Opération Casse-noisette : Biglouche
- 2014 : Rio 2 : Rafael le toucan[n 19]
- 2014 : Mune : Le Gardien de la Lune : Mox
- 2015 : Bob l'éponge, le film : Un héros sort de l'eau : Carlo Tentacule[n 20]
- 2015 : Tom et Jerry : Mission espionnage : voix additionnelles
- 2015 : Looney Tunes : Cours, lapin, cours : Porky Pig[n 21] et Speedy Gonzales[n 22]
- 2017 : Opération Casse-noisette 2 : Biglouche[n 23]
- 2017 : Scooby-Doo : Le Clash des Sammys : Larry
- 2018 : Teen Titans Go ! Le film : Ace Morgan
- 2019 : Blanche Neige, les souliers rouges et les 7 nains : le roi Neige
- 2019 : Scooby-Doo et la Malédiction du treizième fantôme : Vincent Van Ghoul[n 24]
- 2020 : Animal Crackers : Chesterfield[n 25]
- 2020 : Bob l'éponge, le film : Éponge en eaux troubles : Carlo Tentacule[n 20]
- 2020 : La Grande Aventure d'un chien en or : Tlacuache
- 2021 : Steve, bête de combat : Siggy[n 26]
- 2022 : Tom et Jerry au Far West : voix additionnelles
- 2023 : Pattie et la Colère de Poséidon : Carmine (création de voix)
- 2023 : Leo : Leo[n 27]
- 2024 : Looney Tunes : Daffy et Porky sauvent le monde : Porky Pig
- 2025 : Plankton, le film (en) : Carlo Tentacule

### Télévision

#### Téléfilms
- 1993 : Au cœur des ténèbres (en) : Harlequin (Morten Faldaas)
- 1995 : The Infiltrator (en) : Yaron Svoray (Oliver Platt)
- 1995 : Accusée d'amour : Earl Clever (Ken Lerner)
- 2004 : Quand la vie est Rose : Simon (Anthony Heald)
- 2005 : Un mariage presque parfait : Mitchell Stone (Alan Van Sprang)
- 2006 : Un Noël pour l'éternité : Kevin (Jay Mohr)
- 2008 : L'Invité de Noël : l'oncle Ralph Kendall (Henry Winkler)
- 2014 : Un Noël de princesse : Bud Taylor (Mitchell Mullen)

#### Téléfilms d'animation
- 1987 : Scooby-Doo et les Boo Brothers : Freako / Billy Bob Scroggins / Farquard / le gorille
- 2006 : Le Noël des Looney Tunes : Porky Pig[n 21] et Speedy Gonzales[n 21]

#### Séries télévisées
- Henry Winkler dans (6 séries) :
  - Happy Days (1980-1984) : Arthur « Fonzie » Fonzarelli (2e voix)
  - The Practice : Donnell et Associés (1999-2000) : Dr Henry Olson (3 épisodes)
  - Preuve à l'appui (2005) : Dr Jack Slocum (saison 4, épisode 21 et saison 5, épisode 1)
  - Numb3rs (2008-2009) : Roger Bloom (3 épisodes)
  - Royal Pains (2010-2016) : Eddie R. Lawson (25 épisodes)
  - Parks and Recreation (2013-2015) : Dr Saperstein (9 épisodes)
- Curtis Armstrong dans (6 séries) :
  - Dernier Recours (2006) : Harry Sharp (épisode 1)
  - Boston Justice (2006) : Dr Zachary Simon (5 épisodes)
  - The Closer : L.A. enquêtes prioritaires (2011) : Peter Goldman (5 épisodes)
  - New Girl (2013-2018) : le principal Foster (12 épisodes)
  - Major Crimes (2016) : Peter Goldman (saison 4, épisode 19)
  - New York, unité spéciale (2019) : Robert Fischer (saison 21, épisode 3)
- Alexei Sayle dans :
  - Alexei Sayle Show (1994-1995) : personnages divers (12 épisodes)
  - Alexei Sayle : Merry-Go-Round (1998) : lui-même (6 épisodes)
- Jon Lovitz dans :
  - Bette (2000) : lui-même (épisode 15)
  - Mon oncle Charlie (2006) : Archie Baldwin (saison 3, épisode 17)
- Robert Cicchini dans :
  - Blind Justice (2005) : Lloyd Crider (épisode 2)
  - 24 Heures chrono (2005) : Howard Bern (4 épisodes)
- Jay Mohr dans :
  - Ghost Whisperer (2006-2008) : Pr Rick Payne (33 épisodes)
  - Monk (2009) : Harrison Powell (saison 8, épisode 5)
- Max Casella dans :
  - Vinyl (2016) : Julian « Julie » Silver (10 épisodes)
  - Ray Donovan (2018) : Emerson Lake (6 épisodes)
- 1969-1971[n 28] : Papa Schultz : le caporal Peter Newkirk (Richard Dawson) (2e voix)
- 1984-1998 : Alas Smith & Jones : rôles divers (Griff Rhys Jones) (62 épisodes)
- 1985-1986 : Superminds : Dr William « Billy » Hayes (Dean Paul Martin) (16 épisodes)
- 1985-1988 : Brigade de nuit : l'inspecteur Dave Jefferson (Clark Johnson) (18 épisodes)
- 1990-1991 : Max Glick : Henry Glick (Alec Willows) (26 épisodes)
- 1991-1992 : Alerte à Malibu : Harvey Miller (Tom McTigue) (22 épisodes)
- 1993 : Arabesque : Vincent Polaski (Stephen Kay) (saison 9, épisode 18)
- 1993-1994 : Brisco County : John Bly (Billy Drago) (6 épisodes)
- 1994-1996 : The Fast Show : rôles divers (John Thomson (en))
- 1994-1999 : Viper : Franklin « Frankie » X. Waters (Joe Nipote) (78 épisodes)
- 1995 : Orgueil et Préjugés : M. Collins (David Bamber) (mini-série)
- 1997 : The Practice : Donnell et Associés : Theodore "Teddy" Maynard (Kelly Perine) (saison 2, épisode 4) / Bernard « Benny » Small (Paul Ben-Victor) (saison 2, épisodes 7 et 9)
- 1998-2000 : Le Caméléon : Argyle (Leland Orser) (3 épisodes)
- 2001 : Gimme Gimme Gimme[3] : Louis (Jonathan Harvey) (saison 3, épisode 5)
- 2001-2003 : Le Livre de Winnie l'ourson : Coco Lapin (Ken Sansom) (voix chantée)
- 2001-2006 : Oui, chérie ! : Billy Colavita (Billy Gardell) (26 épisodes)
- 2003 : Cold Case : Affaires classées : Albert Miller (Marlo Bernier) (saison 1, épisode 2)
- 2003 : FBI : Opérations secrètes : Dino Mantoni (Burt Young) (épisode 3)
- 2003-2004 : Whoopi : Nasim Khatenjami (Omid Djalili) (22 épisodes)
- 2004 : Le Protecteur : William « Billy » Henson (Judd Trichter) (saison 3, épisode 19)
- 2004 : FBI : Opérations secrètes : Dino Mantoni (Burt Young) (épisode 3)
- 2005 : Close to Home : Juste Cause : l'inspecteur Cesario Marquez (Carlos Sanz) (saison 1, épisode 3)
- 2005 : Entourage : Chris Penn (Chris Penn) (saison 2, épisode 4)
- 2005-2008 : Monk : Marty Eels (Jason Alexander) (saison 4, épisode 1), Hal Tucker (Andy Richter) (saison 5, épisode 11 et saison 7, épisode 7)
- 2006 : Esprits criminels : Michael Ryer (Peter Jacobson) (saison 1, épisode 18)
- 2006-2012 : Les Feux de l'amour : Dr Dennis Okamura (Clyde Kusatsu) (27 épisodes)
- 2007 : Desperate Housewives : l'inspecteur Bryant (Keith MacKechnie) (saison 4, épisode 13)
- 2007-2009 : Lost : Les Disparus : David Reyes (Cheech Marin) (3 épisodes)
- 2007 : Flight of the Conchords : le présentateur (Daryl Hall) (saison 1, épisode 10) et John Turturro (John Turturro) (saison 1, épisode 11)
- 2008-2021 : Commissaire Montalbano : Agatino Catarella (Angelo Russo) (2e voix, à partir de la saison 7)
- 2010 : L'Aigle rouge : Floro (Pepe Quero) (5 épisodes)
- 2010 : Drop Dead Diva : Ben Clasky (Tom Clark) (saison 2, épisode 9)
- 2010 : Les Gamins de Tucson : Glenn (Joe Lo Truglio) (5 épisodes)
- 2010-2015 : Louie : Nick (Nick DiPaolo) (12 épisodes)
- 2011 : Game of Thrones : Syrio Forel (Miltos Yerolemou) (3 épisodes)
- 2012 : Modern Family : Pepper Saltzman (Nathan Lane) (2e voix)
- 2012 : Touch : Sal (Vincent Guastaferro) (saison 1, épisode 8)
- 2012-2013 : Magic City : Bel Jaffe (Michael Rispoli) (15 épisodes)
- 2012-2014 : Dallas : Steve « Bum » Jones (Kevin Page) (27 épisodes)
- 2013 : Major Crimes : l'agent Mark Evans (Paul McCrane) (saison 2, épisode 9)
- 2015 : Ray Donovan : Vartan (Ken Davitian) (3 épisodes)
- 2016-2019 : You're the Worst : Doug Benson (Doug Benson) (7 épisodes)
- 2017 : Sneaky Pete : Bo Lockley (Kevin Chapman) (3 épisodes)
- 2018 : Les Enquêtes de Morse : Charlie Thursday (Phil Daniels) (saison 5, épisodes 2 et 6)
- 2019 : Apache : La vie de Carlos Tévez : Maddoni (Diego Pérez) (mini-série)
- 2020 : Téhéran : Mordechai Rabinyan (Alex Naki)
- 2021 : Harry Bosch : Andrew Patterson (Stephen Caffrey) (saison 7, épisode 7)
- 2021 : La Templanza : Galiano (Elías Pelayo) (épisodes 8 et 10)
- 2022 : Les Héritiers de la terre : Esteve (Fermí Herrero)
- 2022 : Bosch: Legacy : Willy Datz (Don Luce) (saison 1, épisodes 3 et 7) et l'inspecteur Matt Dorsey (John Zderko) (saison 1, épisode 6)
- 2022 : Dahmer - Monstres : L'Histoire de Jeffrey Dahmer : Joe Zilber (Ken Lerner) (mini-série)
- 2022 : La Nuit où Laurier Gaudreault s'est réveillé : ? (?) (mini-série)
- 2023 : Funny Woman (en) : Bert Redwood (Kenneth Collard)
- 2023 : À découvert (en) : ? (?)
- 2023 : Erin et Aaron : Goldie (Michael D. Cohen)
- 2023 : Une lueur d'espoir : Hermann Van Pels (Andy Nyman) (mini-série)
- 2024 : Ronja, fille de brigand (sv) : ? (?)
- 2024 : Like a Dragon: Yakuza : Keiji Shibusawa [Qui ?] (mini-série)
- 2024 : Wonderboys (it) : Enzo Capuozzo (Ernesto Mahieux)
- 2025 : La Meneuse : Nicky Santoro (Joe Pesci) (images d'archives de Casino) et Frank Shaughnessy (Peter Allas)
- 2025 : Chronique arctique : Jeffrey (Vinnie Karetak)
- 2025 : The Studio : Martin « Marty » Scorsese (Martin Scorsese)
- 2025 : Bosch: Legacy : le shérif adjoint Jack Garrity (Chris Bauer) (saison 3, épisodes 8 et 9)

#### Séries d'animation
- 1935-1965 : Porky Pig : Porky Pig (2e voix, doublages récents de 1997)
- 1953-1968 : Speedy Gonzales : Speedy Gonzales (2e voix, doublages récents de 1997)
- 1983-1986 : Fraggle Rock : Doozer
- 1985-1987 : Les Mondes Engloutis : Chanteplume et Laz
- 1987 : Les Amichaines : Montgomery
- 1988-1995 : Garfield et ses amis : Garfield (voix chantée)
- 1988 : Les Bisounours (version Nelvana) : Grognon
- 1989-1995 : Pif et Hercule : Hercule
- 1991-1993 : Super Baloo : Turbo
- 1994-1997 : Bonkers : Girophare, CB, Flaps, M. Moche, le lièvre de Mars
- 1994-1999 : Animaniacs : Wakko
- 1994 : Caroline et ses amis : Pipo et Noiraud
- 1995 : Beavis et Butt-Head : Butt-Head
- 1995-1998 : Aladdin : le prince Uncouthma
- 1995-1998 : Gargoyles, les anges de la nuit : Proteus (1re voix), Leo, Yama
- 1996 : Freakazoid! : Wakko
- 1996 : Black Jack : le chauffeur de taxi (OAV 5 - 2d doublage, 2007)
- 1996 : Macross Plus : Isamu
- 1996-2001 : Titi et Grosminet mènent l'enquête : voix additionnelles (saison 1) / Hector (2e voix) et le leader des piñatas (saisons 2 à 5)
- 1996-1999 : The Mask, la série animée : Skillit
- 1998 : Les Aventures d'Hyperman : Crampon
- 1998-2001 : Timon et Pumbaa : Banzaï
- 1998-2001 : Cléo et Chico et Monsieur Belette : Le Rouge
- 1998-1999 : Hercule : Hérodote / Bacchus (Voix chantée, épisode 16)
- 1999 : Cliff Hanger : divers rôles
- 1999-2001 : Les 101 Dalmatiens, la série : le lieutenant Plouc, Sac à puces, Jasper (voix de remplacement)
- 2000 : Kipper : Bleeper People
- 2001 : La Légende de Tarzan : un sbire de Philander
- 2001-2003 : Les Aventures de Buzz l'Éclair : l'empereur Zurg
- 2001-2003 : Tous en boîte : Panchito Pistoles, Mushu et voix additionnelles
- 2001-2008 : Billy et Mandy, aventuriers de l'au-delà : Billy et Harold, le père de Billy
- 2003-2005 : Jackie Chan : Maître Fong (épisode 41) et Super Élan la Peluche (épisodes 74, 83 et 84)
- 2004 : Duck Dodgers : Cadet
- 2007 : Kuzco, un empereur à l'école : Gentil Joe (épisode 39)
- 2008 : Au pays du Père Noël : Paco et Vito
- 2008-2022 : Quoi de neuf Bunny ? (anciennement Bunny Tonic) : Porky Pig et Speedy Gonzales
- 2008-2024 : Wakfu : présentateur (saison 1, épisode 8), CoffCoff, Posho le puant (saison 1), le gouverneur d'Astrob et voix additionnelles (saison 4) (création de voix)
- 2009 : Gundam 00 : voix additionnelles
- depuis 2010 : Bob l'éponge (depuis la saison 6) : Carlo Tentacule (2e voix) / Squilliam Fancyson (3e voix)
- 2010 : Gurren Lagann : Gabal, Madden
- 2009-2010 : Batman : L'Alliance des héros : Woozy Winks (saison 2, épisodes 1 et 3) et le gangster (saison 2, épisode 11)
- 2010-2012 : Super Hero Squad : Gyros
- 2011 : Les As de la jungle en direct : Fred (création de voix)
- 2011 : Scooby-Doo : Mystères associés : Vincent Van Ghoul (épisode 19) et Skipper Shelta
- 2011-2013 : Rekkit : Rekkit (création de voix)
- 2011-2014 : Looney Tunes Show : Porky Pig et Speedy Gonzales
- 2012-2015[n 29] : Brickleberry : Bobby
- 2013 : Dofus : Aux trésors de Kerubim : Tortue Brutale (création de voix)
- 2013 : Mon pote le fantôme : Glenn Ponzi, le proviseur de Spencer / Sam Hoover
- 2013-2015 : Sanjay et Craig : Leslie Noodman, Vijay Patel et Android Jim (1res voix, saisons 1 et 2)
- 2013-2020 : Les As de la jungle à la Rescousse ! : Fred (création de voix)
- 2015-2020 : Bugs ! Une production Looney Tunes : Porky Pig et Speedy Gonzales
- 2015-2021 : Talking Tom and Friends : Talking Pierre
- 2018-2022 : Paradise Police : Stanley Hopson, Robby, Flipperfist et voix additionnelles
- 2018-2023 : Désenchantée : Sorcerio, Superviso, Dalor, Stan le bourreau et voix additionnelles
- 2019 : Teen Titans Go! : Ace Morgan (saison 5, épisode 29) et Toy Master (saison 5, épisode 49)
- 2020-2023 : Looney Tunes Cartoons : Porky Pig
- 2021 : Le Monde Merveilleux de Mickey : le petit fantôme (épisode 11), le patron de l'hôtel (épisode 15), le vendeur de raisin (épisode 16)
- 2021 : Comment rester à la maison avec Dingo (en) : le narrateur (mini-série)
- 2021-2024 : Kamp Koral : Bob la petite éponge : Carlo Tentacule
- depuis 2021 : Monstres et Cie : Au travail : Fritz[n 30]
- 2022 : Patrick Super Star : Carlo Tentacule
- 2022 : Farzar : Bazarak, Billy et Flobby
- depuis 2022 : Beavis et Butt-Head : voix additionnelles
- depuis 2022 : Bugs Bunny Constructeurs : Porky Pig et Speedy Gonzales
- depuis 2023 : Tiny Toons Looniversity : Porky Pig

### Jeux vidéo
- 1997 : Les Neuf Destins de Valdo : voix additionnelles
- 1999 : Rayman Accompagnement scolaire : Rayman, le clown amoureux et gourmand, le moine musicien
- 2000 : Space Race : Porky Pig
- 2000 : Looney Tunes Racing : Porky Pig
- 2001 : Une faim de loup : Porky Pig
- 2002 : Kingdom Hearts : Mushu
- 2003 : Les Looney Tunes passent à l'action : Porky Pig et Speedy Gonzales
- 2006 : Kingdom Hearts 2 : Banzaï et Mushu
- 2007 : Looney Tunes: Acme Arsenal : Porky Pig
- 2008 : Looney Tunes: Cartoon Conductor : Porky Pig et Speedy Gonzales
- 2009 : Assassin's Creed II : Jérôme Savonarola (DLC : Le Bûcher des Vanités)
- 2010 : Toy Story 3 : l'empereur Zurg
- 2011 : Batman Arkham City : le Chapelier Fou
- 2012 : Talking Pierre : Talking Pierre
- 2012 : Skylanders: Giants : Camo
- 2012 : Madagascar 3 : Bons baisers d'Europe : Alex
- 2013 : Batman Arkham Origins : le Chapelier Fou
- 2014 : Hearthstone : le maître des poisons Pollark (extension Projet Armageboum)
- 2015 : Batman: Arkham Knight : Chapelier Fou
- 2015 : The Witcher 3: Wild Hunt : Doudou
- 2016 : Dishonored 2 : Aramis Stilton
- 2016 : Mafia III : Remy Duvall
- 2019 : Rage 2 : voix additionnelles
- 2023 : Bob l'éponge : The Cosmic Shake : Carlo Tentacule
- 2023 : Final Fantasy XVI : ?

### Direction artistique
Films
- 1979[n 31] : Monty Python : La Vie de Brian
- 2016 : David Brent: Life on the Road (en)

Films d'animation
- 2000 : Kuzco, l'empereur mégalo
- 2005 : La Véritable Histoire du Petit Chaperon rouge

Téléfilm
- 2006 : Sweeney Todd

Séries télévisées
- 1990-1991 : Max Glick (en)
- 1999-2001 : Gimme Gimme Gimme (en)

### Chant
- Animaniacs (1993-1998)
- Les Aventures de Porcinet (2002) : Coco Lapin

## Adaptation
Sources : RS Doublage et Planète Jeunesse

### Films
- 1979 : Monty Python : La Vie de Brian
- 1980 : Tu fais pas le poids, shérif !
- 1986 : Le Pouvoir de l'Argent
- 1989 : Touche pas à ma fille
- 1990 : Un Look d'enfer
- 1990 : La Liberté au bout du chemin
- 1992 : Société secrète
- 1993 : Calendar Girl
- 1994 : Gangball, les règles de Harlem
- 1994 : Crackerjack
- 1995 : Guantanamera
- 1995 : Payback
- 1995 : The Dangerous
- 1997 : Les Musiciens de Brême
- 1997 : Méprise multiple
- 1997 : Nowhere
- 1997 : Bean
- 1997 : Le Petit Monde des Borrowers
- 1998 : Las Vegas Parano
- 1998 : Love Is the Devil
- 1999 : Guns 1748
- 2000 : Presque célèbre
- 2000 : Joint Security Area
- 2001 : Intacto
- 2002 : Star Trek : Nemesis
- 2005 : Walk the Line
- 2008 : The Rocker
- 2009 : Vacances à la grecque
- 2009 : Gentlemen Broncos
- 2011 : Baby-sitter malgré lui
- 2011 : Bienvenue à Cedar Rapids
- 2016 : David Brent: Life on the Road
- 2020 : Borat, nouvelle mission filmée

### Films d'animation
- 2005 : Cool attitude, le film
- 2005 : La Véritable Histoire du Petit Chaperon rouge
- 2006 : Cendrillon et le Prince (pas trop) charmant

### Téléfilms
- 2006 : Re-Animated
- 2017 : The Wizard of Lies

Séries télévisées
- Les Années collège
- Ballers
- Close Case : Affaires closes
- Code Quantum
- Darryl
- Les deux font la loi
- Downtown
- Les Experts : Manhattan
- Flic de mon cœur (en)
- Gimme Gimme Gimme
- Hartley, cœurs à vif
- Hercule contre Arès
- Kelsey Grammer présente : Le Sketch Show
- The League
- Ma famille d'abord
- La Mafia
- Max Glick
- Mr. Fowler, brigadier chef
- Une nounou d'enfer
- La Vie de palace de Zack et Cody
- Les Nouvelles Aventures de Flipper le dauphin
- Papa Schultz
- Le Petit Malin
- Phénomène Raven
- Pour le meilleur et le pire
- The Sinbad Show
- Sneaky Pete
- The Essex Serpent
- Touche pas à mes filles
- Unbreakable Kimmy Schmidt
- Wasteland
- Web Therapy
- Woke Up Dead

### Séries d'animation
- Théo ou la batte de la victoire (5 épisodes)
- Mais où se cache Carmen Sandiego ?
- Looney Tunes (2d doublage, + de 60 épisodes)
- Timon et Pumbaa (27 épisodes)
- Hercule
- Cliff Hanger
- Great Teacher Onizuka
- Les Weekenders
- Cool Attitude
- Billy et Mandy, aventuriers de l'au-delà
- Monster
- American Dragon: Jake Long
- Classe 3000
- Kuzco, un empereur à l'école
- Jimmy délire
- Chowder
- Les Pingouins de Madagascar
- Animals
- Pete the Cat
- Désenchantée